# 대차
대차(臺車)는 짐을 태워 운반 이동하기 위한 차륜이 붙은 받침대를 말한다.
작은 화물 등을 운반할 경우에 사용하는 손잡이가 붙어 있고, 작은 것은 인력으로 끄는 것부터 큰 것으로는 철강제 구조물이나 제철소에 대한 무쇠를 탑재해 견인 이동하는 등의 용도의 대하중용까지를 말한다. 자동차 부품용 등의 전용 차체를 지탱하는 부분에 대해서는 수송중에 상품의 변형이 없도록, 또 납입처에서의 작업자의 꺼내기 용이함 등에 대해서도 구조적으로 배려된다.

## 철도차량용 대차
철도차량용 대차(truck)는 차륜·차축을 보관 유지하여, 차체의 중량을 차축에 전달하는 것과 동시에 주행·제동 기능을 갖춘 기구이다. 일부(스페인의 TALGO 등)에는 1축 혹은 3축대차가 있지만, 일반적으로는 2축이 이용된다.

### 철도차량용 대차의 역할
철도차량용 대차의 역할은 다음과 같다.
- 차체의 중량을 차륜을 개입하여 레일에 전달하는 것으로 차체를 보관 유지한다.
- 차륜의 회전에 의한 추진력(동력대차의 경우) 및 제동시의 제동력을 차체에 전달한다.
- 곡선에서, 레일로부터 차륜에 전해진 횡압(방향을 바꾸는 힘)을 차체에 전달한다. 동시에, 차륜이 커브를 추종하도록 대차 자신을 회전 가능하게 한다(보기(bogie)대차).
- 주행시에 선로로부터 전해지는 진동이나 충격이 가능한 한 차체까지 도달하지 않도록 감쇠시킨다.
- 선로의 높이 차이를 보상하며, 4개의 차륜이 레일로부터 뜨지 않게 한다.
- 구동장치, 제동장치가 설치된다. 전동차의 경우 동력장치가 되는 모터도 설치된다.

위에서 서술한 것처럼 대차의 역할은 다방면으로 요구되기 때문에, 그 요구를 채우기 위해 여러 가지 기구가 고안·실용화되어 왔다.

화차용 BARBER S-2대차
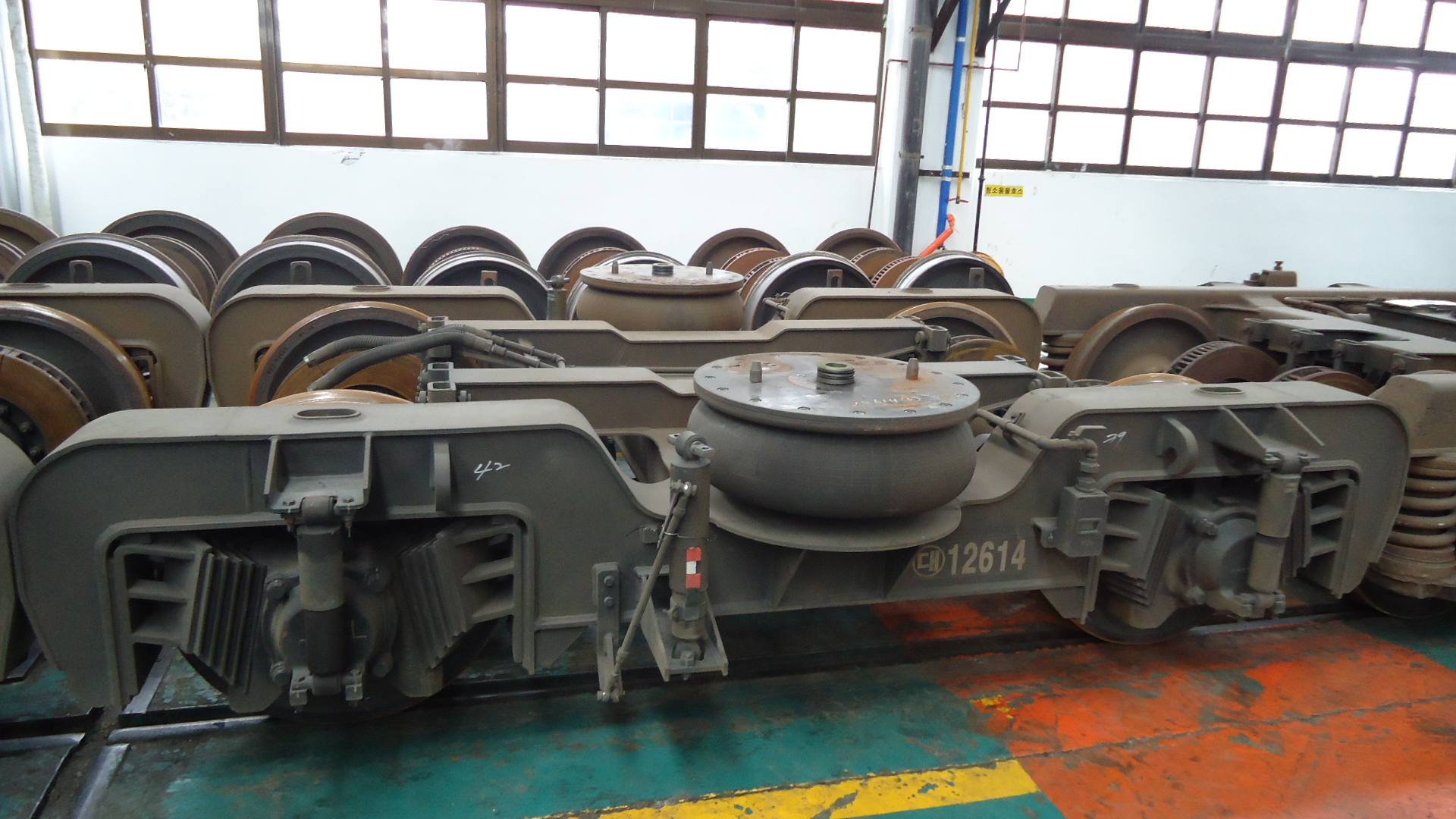
적층고무식(세브론식) 대차의 예(무궁화호 신형/리미트 및 새마을호객차용 KT-23대차)
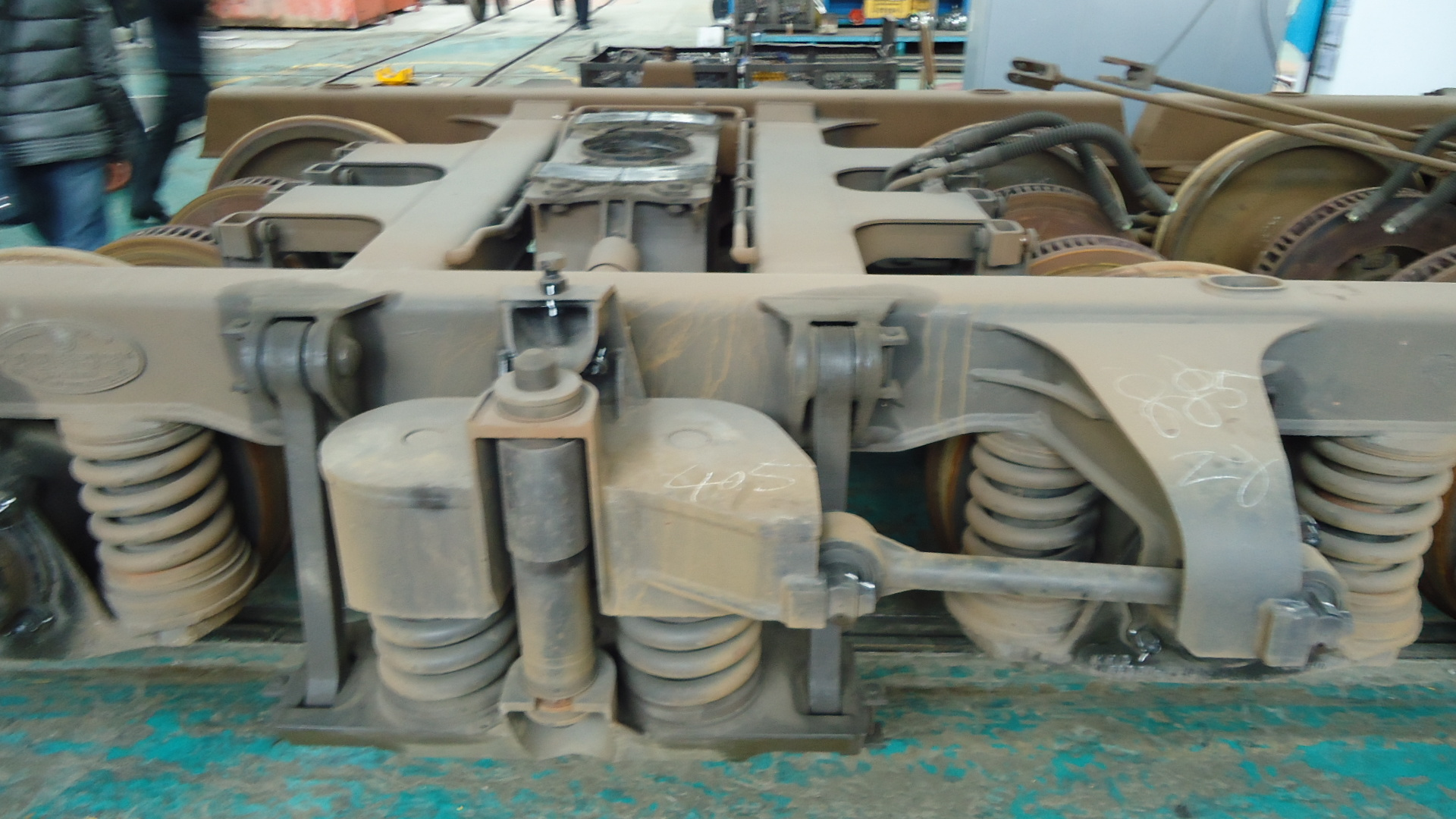
발전차 및 무궁화호 구형객차용 NT-21대차
한쪽지지 액슬빔식 대차의 예(KTX 객차용 관절대차)
통형고무식 대차의 예(KTX 동력차용 대차)
원통안내식 대차의 예(새마을호 PP동차용 MAN대차)

### 철도차량용 대차의 구조와 구성부품
대차의 구성과 부품은 다음과 같다.

#### 축 수
- 1축대차
- 보기 대차

#### 현가 방식
- 직접 마운트
  - 볼스터 대차
  - 볼스터리스 대차
- 간접 마운트

#### 기타 장치
- 볼스터
  - 볼스터앵커

#### 제진장치(스프링·댐퍼)
- 2차 서스펜션
  - 금속스프링
    - 판스프링
    - 코일스프링
    - 토션 바

  - 고무스프링
  - 공기스프링
    - 벨로즈형
    - 다이어프램형
- 축스프링
- 댐퍼
  - 수직 방향
    - 댐퍼
침스프링이나 축스프링의 진동을 감쇠한다.

  - 수평 방향
    - 요댐퍼
레일 방향으로 설치되어 대차의 자유 운동(사행동)을 억제한다.
    - 트랜시버스 댐퍼
차체 마루 아래의 핀과 대차를 침목방향으로 묶어, 차체의 횡방향 운동을 억제한다.
- 자세제어 장치
  - 리액티브식
  - 세미 액티브식
  - 액티브식

#### 윤축
- 저널박스(축받이, 축상軸箱)
- 베어링
- 차축
- 차륜

#### 이퀄라이저
- 이퀄라이저

#### 저널박스 지지방식
- 페데스탈식
  - 판스프링
  - 코일스프링
    - 단식(축스프링)
    - 복식(윙스프링)
- 저널박스가 없는 것
  - 완충고무식(이코노미컬)
  - 적층고무식(세브론)
  - 원통안내식
    - 쉰들러식

  - 판스프링 지지식
    - 민덴식
    - S·SU민덴식
    - IS식

  - 링크식
    - 알스톰식
    - OK
    - 모노링크식

#### 구동계
- 전동기
  - 전동기의 장하(装荷)방식과 동력 전달 구조
    - 차체장하
    - 스프링상장가(上装架)
      - 카르단식
      - WN식
      - 킬식
      - 링크식
- 감속기어, 감속기
- 역전기(逆轉機)

#### 제동계
- 기초 제동방식
  - 답면제동
  - 디스크제동
  - 드럼제동
- 제동 실린더
- 제륜자
  - 브레이크 패드
  - 브레이크 슈

## 같이 보기
- 관절대차
- 용수철
- 차륜 배치
- 휠베이스